# إرين كسكين
إرين كسكين (ولدت في 24 أبريل 1959 ببورصة في تركيا) هي محامية وناشطة في مجال حقوق الإنسان في تركيا. هي نائبة رئيس جمعية حقوق الإنسان التركية والرئيسة السابقة لفرعها في إسطنبول. شاركت في تأسيس مشروع «المساعدة القانونية للنساء اللاتي تعرضن للاغتصاب أو للاعتداء الجنسي من قبل قوات الأمن الوطني»، لفضح الانتهاكات التي تحدث للنساء في السجون التركية. تم القبض عليها وسجنها، وقد تعرضت لدعاوى قضائية عديدة تتعلق بأنشطتها في مجال حقوق الإنسان.
في عام 1995، سُجنت بسبب أنشطتها، وتبنتها منظمة العفو الدولية كسجينة رأي. في عام 2002، اتهمها أمن الدولة التركي بـ«مساعدة وتحريض» حزب العمال الكردستاني عندما دعت الكرد لاستخدام لغتهم الأم في تركيا. في مارس 2006، حكمت عليها محكمة تركية بالسجن 10 أشهر بتهمة إهانة جيش البلاد، ثم حُوِّل الحكم إلى غرامة قدرها 6000 ليرة تركية جديدة، رفضت كسكين دفعها. كانت رئيس تحرير صحيفة أوزغور جوندم من عام 2013 إلى عام 2016 وقد حكم عليها بالسجن لمدة 7 سنوات و6 أشهر معًا. في مارس 2018، حُكم عليها بالسجن لمدة 5 سنوات و3 أشهر بتهمة إهانة الرئيس، وسنتين آخرتين و3 أشهر بتهمة «إهانة الهوية التركية والجمهورية ومؤسسات وأجهزة الدولة» وفقًا للمادة 301 من قانون العقوبات التركي.

## الجوائز
في عام 2004 حصلت على جائزة آخن للسلام «لجهودها وأنشطتها الشجاعة من أجل حقوق الإنسان». في عام 2005 حصلت على جائزة ثيودور هايكر من إسلنغن للشجاعة المدنية والنزاهة السياسية. في عام 2018، حصلت على جائزة المجتمع المدني من لجنة هلسنكي الهولندية لعملها القائم على إرث مبادئ هلسنكي والمساهمة فيه. في عام 2019، وصلت كسكين إلى نهائيات جوائز مارتن إينالز، حيث تم تكريمها لنضالها الاستثنائي والدؤوب من أجل الحريات والحقوق الأساسية في تركيا. وبسبب حظر سفرها، لم تتمكن من حضور حفل توزيع الجوائز في 13 فبراير 2019.

## روابط خارجية
- موقع التضامن إرين كسكين
- مقابلة في مجلة العفو الدولية، أبريل 2003 (بالألمانية).
- مقابلة مع قنطرة (موقع ويب)، 2005، مترجمة من الألمانية
- سيرة شخصية
- جوائز آخن للسلام